# 9140 Дені
9140 Дені (9140 Deni) — астероїд головного поясу, відкритий 16 жовтня 1977 року.
Тіссеранів параметр щодо Юпітера — 3,505.